# وحدة العملة الأوروبية
وحدة العملة الأوروبية (بالإنجليزية: European Currency Unit)؛ (رمزها ₠ أو ECU أو XEU ) هي وحدة حساب مستخدمة من قبل الجماعة الاقتصادية الأوروبية، وتتألف السلة من عملات الدول الأعضاء، دخلت وحدة التحكم الإلكترونية حيز التشغيل في 13 مارس 1979 وتم تخصيص رمز أيزو 4217 لها. استبدلتها وحدة الحساب الأوروبية (EUA) في عام 1979، وتم استبدالها لاحقًا باليورو (EUR) في 1 يناير 1999.
- وحدة العملة العالمية

## روابط خارجية
- الاتحاد الاقتصادي والنقدي في البنك المركزي الأوروبي